# Henryk Sokolak

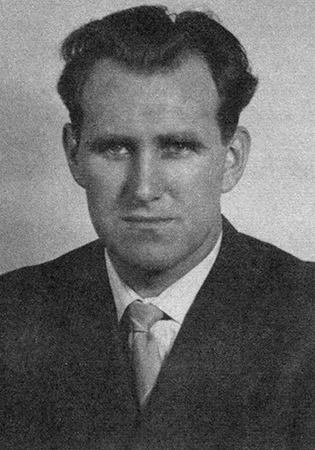
Henryk Sokolak

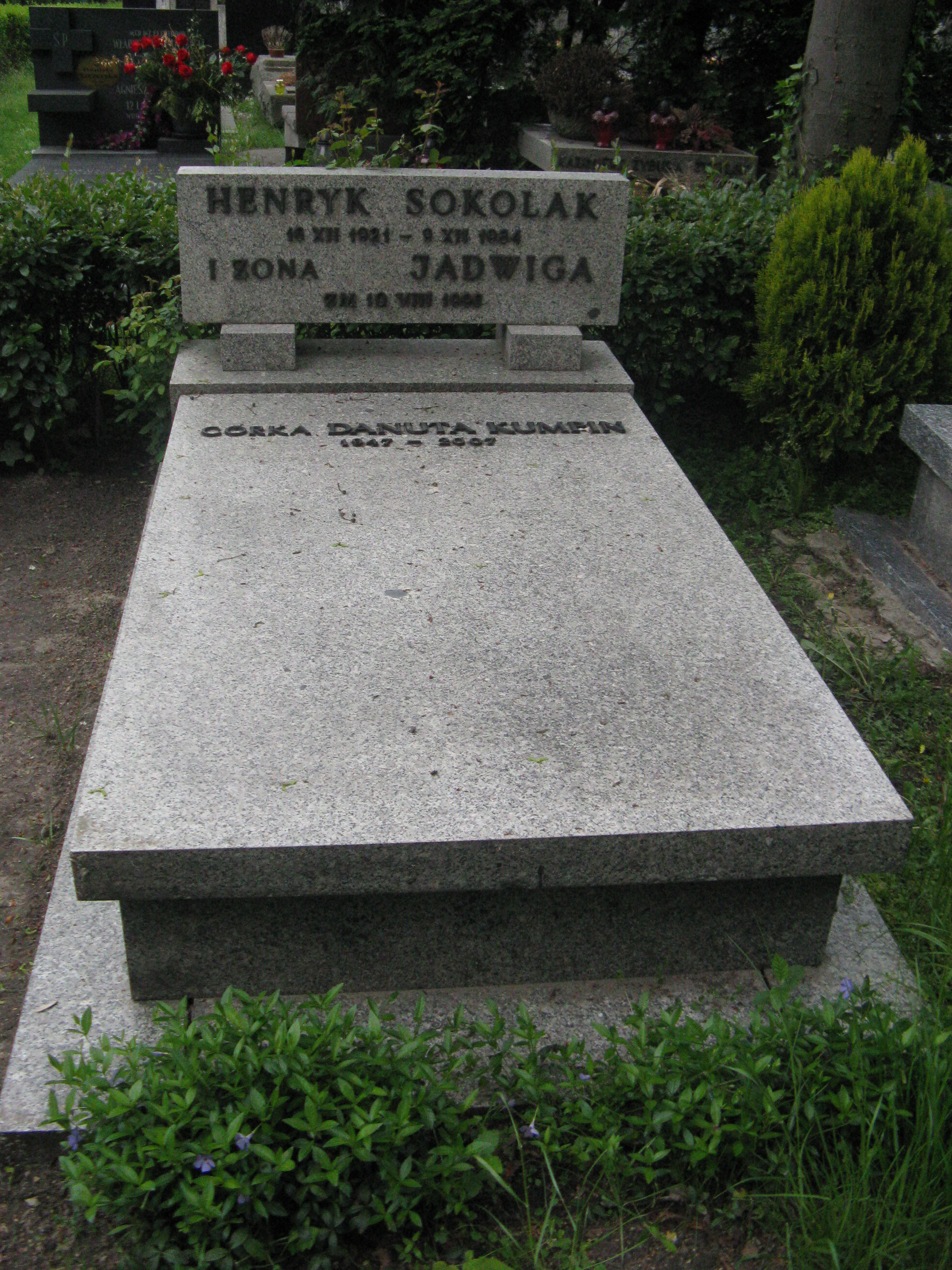
Sokolaks Grab

Henryk Sokolak, eigentlich Henryk Mikołajczak (* 16. Dezember 1916, Bezirk Tarnopol, damals Österreich-Ungarn, nach anderen Angaben * 16. Dezember 1921, Goraj, Powiat Czarnkowski, Polen; † 9. Dezember 1984 in Warschau) war ein polnischer kommunistischer Widerstandskämpfer gegen den Nationalsozialismus, Häftling und Mitglied der polnischen Widerstandsgruppe im KZ Buchenwald, und arbeitete nach 1945 für das polnische Ministerstwo Bezpieczeństwa Publicznego und als Botschafter in Tunesien.

## Name, Geburtsort, Geburtsdatum
Sokolak wurde als Henryk Mikołajczak geboren. Gelegentlich wird auch Mikołajczyk als Nachname genannt, doch sowohl Aleksander Kochańskis als auch Harry Steins Kurzbiografie geben den Namen Mikołajczak an. Laut Kochański riet ihm die Polska Partia Robotnicza (Polnische Arbeiterpartei) bereits 1945, seinen Namen zu ändern, doch die Umbenennung in Sokolak fand offiziell erst 1959 statt.
Gemäß Aleksander Kochański ist Sokolak 1916 in der Nähe von Tarnopol, heute Ternopil, geboren. Kochański nennt Zgrobelice im Bezirk Tarnopol, der Ort lässt sich jedoch nicht eindeutig identifizieren. Möglicherweise ist Zagrobela gemeint, ukrainisch: Sahrebellja, heute unter dem Namen Druschba ein Stadtteil von Ternopil. Tarnopol in Ostgalizien gehörte bis 1919 zu Österreich-Ungarn, war von 1915 bis 1917 jedoch von russischen Truppen besetzt. In anderen Veröffentlichungen wird als Geburtsjahr meist 1921 und als Geburtsort Goraj in Polen angegeben. Auch auf seinem Grabstein im Powązki-Militärfriedhof ist 1921 als Geburtsjahr zu sehen. Laut Kochański handelt es sich bei diesem Ort um Goraj im Powiat Czarnkowski (Gmina Czarnków). Die Nennung dieses Geburtsorts und des Geburtsjahrs 1921 geht Kochański zufolge auf spätere biografische Angaben von Sokolak selbst zurück.
Die Änderung des Namens und der Lebensdaten ist vermutlich auf Sokolaks Tätigkeiten im Häftlingskrankenbau in Buchenwald zurückzuführen, die ohne eine Kooperation mit der SS nicht möglich gewesen wären. Es bestand die Gefahr, dass gegen Sokolak wegen dieser Zusammenarbeit und in diesem Kontext evtl. auch wegen Beteiligung an Tötungen im Lager Ermittlungsverfahren eingeleitet würden, wie dies auch bei anderen Funktionshäftlingen der Fall war. Ähnlich wie Helmut Thiemann (Rolf Markert) empfahl die Partei ihm daher eine Namensänderung.

## Leben
Mikołajczak war Sohn des Landarbeiters und späteren Bahnarbeiters Wincenty Mikołajczak und seiner Frau Agnieszka, geborene Jarke. Er besuchte in Rogoźno und Międzychód die Schule und absolvierte eine Ausbildung am Lehrerseminar in Rogoźno. Nach dem Militärdienst und dem Besuch einer Kadettenanstalt in Posen begann er 1938 als Lehrer in dem Dorf Rudna im Powiat Międzychodzki zu arbeiten. Dort wurde er auch Mitglied der Lehrergewerkschaft Związek Nauczycielstwa Polskiego. Im Rahmen der Mobilmachung unmittelbar vor dem deutschen Überfall auf Polen wurde Mikołajczak zum polnischen Militär eingezogen und kämpfte im September in der Schlacht an der Bzura. Er geriet in deutsche Kriegsgefangenschaft. Nach vorübergehender Flucht wurde er wieder aufgegriffen und in das  Fort VII in Posen verbracht. Am 15. Oktober 1939 deportierten ihn die Deutschen in das KZ Buchenwald.
Mikołajczak blieb bis zur Befreiung politischer Häftling in Buchenwald mit der Häftlingsnummer 1012. Er unterrichtete dort polnische Jugendliche in der sogenannten „Polenschule“, einer provisorischen Einrichtung, die die politischen Häftlinge organisiert hatten und die von der SS zeitweise geduldet wurde. Dort lehrte er Deutsch und Mathematik in deutscher Sprache. Der Gebrauch des Polnischen und der Polnischunterricht waren verboten, wurden aber dennoch praktiziert. Später arbeitete er als Pfleger im Häftlingskrankenbau, einem Zentrum des Widerstands in Buchenwald. Er nahm Kontakt zum illegalen Internationalen Lagerkomitee auf und war zeitweise dessen Mitglied für die polnischen Häftlinge. Auch an der Gründung der illegalen Lagerorganisation der Polska Partia Robotnicza (PPR) war er beteiligt. Er wurde Kommandeur des Stoßtrupps der illegalen Gwardia Ludowa im Lager.
Als die NS-Herrschaft beseitigt war, kehrte Sokolak nach Polen zurück und betätigte sich aktiv bei der erinnerungspolitischen Arbeit der befreiten Häftlinge. So gab er 1957 einen Bericht Die Polen im illegalen Widerstand. Ein weiterer Bericht thematisierte „Namenstausch mit Toten“.
Beruflich arbeitete er nun bei dem neu gegründeten Ministerstwo Bezpieczeństwa Publicznego. Er begann dort als älterer Referent der I. Sektion im V. Bereich des Woiwodschaftlichen Amtes für Öffentliche Sicherheit in Poznań. Seit dem 25. Juli 1949 war  er Dozent an der Schule für Politische Erziehung beim VII. Departement des Ministeriums für Öffentliche Sicherheit (MfÖS). Ab 1. September 1950 war er Kommandant der Offizierschule beim VII. Departement des MfÖS, später ab dem 1. Mai 1952 Chef des IV. Bereichs im VII. Departement des MfÖS. Nach dem Verlassen des Chefpostens im IV. Bereich des VII. Departements am 15. Juni 1953 stand er zur dienstlichen Verfügung beim Oberst Stefan Antosiewicz, dem Direktor des I. Departements im MfÖS. Nachdem die Strukturen des MfÖS aufgelöst wurden, wechselte er zum Komitee für Angelegenheiten der Öffentlichen Sicherheit. Als danach auch diese Strukturen liquidiert wurden und ihre Aufgaben im Jahr 1956 das Ministerium des Innern übernahm, wechselte er am 28. November dieses Jahres in dieses Ministerium und übernahm die Stelle des Stellvertretenden Direktors von Oberst Witold Sienkiewicz im I. Departement des MdI. Als Sienkiewicz am 31. Juli 1961 diesen Posten verlassen hatte, wurde dieser vorübergehend durch Henryk Sokolak ersetzt. Seine amtliche  Ernennung zum Direktor des I. Departements beim MdI erfolgte am 6. August 1961, wo er bis zum 15. Januar 1969 amtierte. Als dieses Amt später an General Mirosław Milewski überging, stand er dem Direktor des Kader-Departements beim MdI zur dienstlichen Verfügung.
Am 1. November 1974 erfolgte seine Entlassung aus dem Innenministerium. 1977 oder 1978 wurde Solak zum Botschafter der neu gegründeten diplomatischen Vertretung in Tunesien ernannt. Dort verblieb er bis zu seinem Ruhestand.

## Erinnerungen
Im Bundesarchiv sind im Bereich der SAPMO unter der Signatur SgY 30/0840 Erinnerungen von Sokolak verzeichnet, die die politische Arbeit des Internationalen Lagerkomitees sowie der deutschen und polnischen Kommunisten im Konzentrationslager Buchenwald 1939–1945 betreffen.